# Dioda pojemnościowa
Dioda pojemnościowa – dioda półprzewodnikowa, w której wykorzystuje się zjawisko zmiany pojemności złącza p-n pod wpływem zmiany napięcia przyłożonego w kierunku zaporowym. Zmiana pojemności diody jest bardzo niewielka, zwykle od 6 pF do 20 pF, przy zmianach napięcia od 2 do 30 V.
Konstrukcja złączy stosowanych w diodach pojemnościowych jest specjalnie przystosowana do wykorzystania tej właściwości; diody pojemnościowe są wykonywane zazwyczaj z krzemu lub arsenku galu. Diody pojemnościowe są zoptymalizowane pod względem możliwości wykorzystania pojemności barierowej złącza.
Wyróżnia się dwa rodzaje diod pojemnościowych:
- warikapy (od ang. variable capacitance, zmienna pojemność), o pojemności 10–500 pF, używane głównie w układach automatycznego strojenia jako elementy obwodów rezonansowych,
- waraktory (od ang. variable reactance, zmienna reaktancja), o pojemności 0,2–20 pF, używane głównie w zakresie wysokich częstotliwości, jak również mikrofalowym (5–200 GHz); znajdują zastosowanie na przykład w powielaczach częstotliwości.

Właściwości techniczne i dopuszczalne wartości graniczne dla warikapów:
- Cj - pojemność diody przy odwrotnej polaryzacji (w kierunku zaporowym) i odwrotnej częstotliwości (zwykle przy wartości napięcia zbliżonej do maksymalnej),
- Rs - rezystancja szeregowa diody lub jej wartość Q przy ustalonej wartości napięcia wstecznego i częstotliwości wstecznej,
- VRmax - maksymalne stałe napięcie wsteczne,
- VRMmax - maksymalne szczytowe stałe napięcie wsteczne,
- IFmax - maksymalny stały bias,
- Tj - dopuszczalna temperatura złącza.[2]

## Charakterystyka diody pojemnościowej

Zależność pojemności diody od napięcia

Diodę charakteryzują dwie skrajne pojemności, {\displaystyle C_{t_{min}}} i {\displaystyle C_{t_{max}}.} Pojemność:
- {\displaystyle C_{t_{min}}} jest osiągana dla dużych napięć; {\displaystyle U_{2}} jest bliskie maksymalnemu napięciu wstecznemu
- {\displaystyle C_{t_{max}}} na ogół określa się przy zerowym lub bliskim zeru napięciu polaryzacji diody {\displaystyle U_{1}.}

Pojemność {\displaystyle C_{t}} jest w przybliżeniu proporcjonalna do {\displaystyle U^{-n}} gdzie {\displaystyle n} = 0,2–0,5 w zależności od materiału i konstrukcji złącza.
Przy budowaniu diod pojemnościowych dąży się do zmaksymalizowania współczynnika przestrajania:
{\displaystyle K={\frac {C_{t_{max}}}{C_{t_{min}}}}.}
Parametr, który określa jak zmienia się pojemność w wyniku zmiany napięcia, nazywany jest czułością i definiowany jest zależnością:
{\displaystyle \alpha ={\frac {1}{C_{t}}}{\frac {\Delta C_{t}}{\Delta U}}.}
Pojemność diody pojemnościowej określa wzór:
{\displaystyle C_{j}(u)={\frac {C_{j_{0}}}{(1-{\frac {u}{V_{j}}})^{m}}},}
gdzie:
{\displaystyle V_{j}} – parametr opisujący wysokość bariery potencjału diody,
{\displaystyle u} – napięcie przyłożone do diody,
{\displaystyle m} – współczynnik, który dla złączy skokowych przyjmuje wartość 1/2, a dla złączy liniowych 1/3.

## Zastosowanie
Diody pojemnościowe stosowane są jako kondensatory sterowane napięciem. Są również powszechnie stosowane w oscylatorach sterowanych napięciem, wzmacniaczach parametrycznych i mnożnikach częstotliwości.